# Королевские шотландцы
Королевские шотландцы (англ. Royal Scots), также известные как Королевский пехотный полк (англ. Royal Regiment of Foot), до 1881 года 1-й пехотный полк (англ. 1st Regiment of Foot) — старейший и высший по старшинству пехотный полк в истории Британской армии, образованный ещё в 1633 году при короле Англии, Шотландии и Ирландии Карле I. В 2006 году объединён с Собственным Его Величества шотландским пограничным полком в полк Королевских шотландских пограничников; позже полк объединён с полком Королевских хайлендских фузилёров (личным Принцессы Маргариты Глазгианским и Эрширским полком), Чёрной стражей, полком хайлендеров (сифортских, гордонских и камеронских) и Аргайл-сатерлендским хайлендским полком в Королевский полк Шотландии.

## История

### Образование
Считается, корни полка Королевских шотландцев восходят к шотландским частям, сражавшимся в Европе во время Столетней войны на стороне французов. 24 апреля 1633 года сэру Джону Хепбёрну был выдан ордер от Карла I завербовать 1200 шотландцев для французской армии, участвовавшей в Тридцатилетней войне. Ядро отряда составил полк Хепбёрна, который воевал на стороне шведов в 1625—1632 годах, когда Хепбёрн спорил с Густавом II Адольфом. В отряд Хепбёрна были включены все шотландские части шведской армии, а также все шотландцы французской армии — к 1635 году этот отряд насчитывал около 8 тысяч человек. Сэр Джон погиб 21 июля 1636 года при осаде Саверна, и полковником полка стал его брат Джордж, однако он погиб в 1637 году, и командование полком принял лорд Джеймс Дуглас. В то время полк носил имя командира, и таким образом появился Полк Дугласа (фр. Le Régiment de Douglas).
Джеймс погиб в сражении при Дуэ в 1645 году, и командиром стал его старший брат Арчибальд Дуглас, граф Ангус, который, однако, оставался в Шотландии и только формально был командиром: он ограничивался вербовкой рекрутов в полк, не присутствуя в боях. В 1650 году, участвуя во Франко-испанской войне, солдаты полка грозились покинуть Францию, поскольку королеве Анне попросту нечем было платить, а Шотландия тем временем вела войну с Английской республикой. Тем не менее, первый министр Мазарини убедил шотландцев остаться: считается, что отказ французов отпустить шотландские полки на родину предопределил окончательное поражение Стюартов при Вустере. Полки продолжили сражаться с испанцами и принцем Конде.
В 1653 году командиром полка стал Джордж, будущий граф Дамбартон, сводный брат графа Ангуса. В 1655 году многие кавалеры после поражения в гражданской войне бежали во Францию, вступив на службу в шотландские полки и приняв участие в войне с Испанией. В 1660 году на трон взошёл Карл II, а в январе 1661 года Дуглас со своим полком отправился в Англию в ответ на попытку восстания радикальных протестантов. Восстание было подавлено, и через год полк вернулся во Францию: созванный Парламент кавалеров распустил Армию нового образца. Во Франции полк оставался до 1679 года, за исключением участия во Второй англо-голландской войне 1665—1667 годов, когда его базой были верфи Четэма в Кенте: 1 марта 1666 года в Париже командование полка получило разрешение на отплытие в Англию. В дневнике Сэмюэла Пипса упоминается встреча с полком Дугласа в Рочестере и шотландский марш барабанщиков перед выходом солдат. В 1667 году полк был обвинён в мародёрстве после рейда на Медуэй и 12 октября того же года отправлен во французский Лилль, причём ещё до прибытия транспорта из 1500 человек дезертировали более 700.

### Англо-голландские войны
Во время Третьей англо-голландской войны 1672—1674 годов полк Дугласа был в составе Британской бригады, воевавшей на стороне французов и ведомой Джеймсом Скоттом, герцогом Монмутом. Во время франко-голландской войны 1672—1678 годов полк нёс службу в Рейнланде (Гейдельберг, Ландау, Маннгейм, Мольсхайм и Саверн)), а с 9 марта 1675 года стал называться Полком Дамбартона после того, как Дуглас стал графом Дамбартоном. 27 июля 1675 года он отличился при осаде Трира, несмотря на гибель маршала Тюренна и решение маршала де Креки сдать город. В 1677 году полк последний раз принял участие в сражениях во Франции, отличившись в боях на Рейне в ноябре, а 29 января 1678 года лорд Дамбартон объявил о намерении полка покинуть Францию. Это решение было закреплено Нимвегенскими мирными договорами 1678 года, однако французы не пожелали расставаться с опытными войсками. Полк Дамбартона отправился на юг Франции в Дофине, где ещё в течение месяца его людям запрещалось куда-либо уходить: с 11 марта по конец сентября личный состав в большинстве своём всё же покинул континент. Многие предпочли остаться во Франции, в то время как те, кто уехал обратно на Британские острова, вернулись туда без гроша в кармане и без имущества как такового. Сам полк сохранился в списке полков английской армии 16 декабря 1678 года после принятия билля о сокращении вооружённых сил, хотя ходили слухи о возможности упразднения полка. В том же году в составе полка Королевских шотландцев появилась гренадерская рота под командованием капитана Роберта Ходжеса (англ. Robert Hodges).
В английской военной истории полк называли изначально Первый пехотный или Королевские шотландцы (англ. First Foot or Royal Scots). Он был старейшим из пехотных полков в истории Британской армии, но вместе с тем не старейшим шотландским пехотным полком, когда-либо существовавшим: ещё в 1603 году появились так называемые вольные хайлендские роты, однако вплоть до 1739 года, когда был образован 42-й (королевский хайлендский) пехотный полк «Чёрной стражи», все эти отряды, в отличие от полка Королевских шотландцев, не подчинялись английскому королю. Полк нёс службу в английской армии во время кризиса, возникшего из-за Билля об отводе. В апреле 1679 года полк высадился в ирландском Кинсейле: на тот момент он насчитывал 21 роту (в каждой по три сержанта, три капрала, два барабанщика и 50 рядовых); всего там было 82 офицера (за исключением высшего командного состава). В апреле 1680 года четыре роты вошли в состав гарнизона Танжера, а ещё 12 прибыли в сентябре. В 1683 году колония и гарнизон были эвакуированы (в 1908 году заслуги полка были увековечены в воинских почестях), а с июня 1684 года полк стал называться Его Величества Королевский пехотный полк (англ. His Majesty's Royal Regiment of Foot) — тогда же был утверждён его девиз «Nemo me impune lacessit» и эмблема в виде Андреевского креста с чертополохом и короной.
После начала правления Якова II в Англии герцогом Монмутом была предпринята попытка восстания против короля, которое было разгромлено в битве при Седжмуре 6 июля 1685 года с участием полка. В битве участвовали всего 500 солдат полка, однако они проявили выдающиеся боевые качества и разгромили повстанцев, а капитан полка Роберт Хаккет в бою захватил личный штандарт герцога. Сам герцог позже говорил о шотландцах и иных бойцах королевской армии: «Я знал, что эти люди будут сражаться, и будь у меня такие люди, я бы не сомневался в своём успехе». 20 марта 1686 года был образован 2-й батальон полка численностью 10 рот, отправленный нести службу в Шотландию; в том же году бойцам полка выплатили увеличенное жалование в связи с тем, что именно этот полк понёс наибольшие потери. Полковник получал тогда 210 фунтов, подполковник — 127 фунтов 15 шиллингов, майор — 91 фунт 5 шиллингов, капитаны — 146 фунтов, лейтенанты — 73 фунта, энсины — 54 фунта 15 шиллингов.
5 ноября 1688 года в Англии высадились голландские войска под командованием Вильгельма Оранского, что положило начало Славной революции: Вильгельм вскоре взошёл на английский престол под именем Вильгельма III. В отличие от многих полков английских войск, Королевские шотландцы отказывались присягать Вильгельму, однако из-за страха короля Якова II полк так и не смог предпринять хотя бы одну попытку атаковать войска Вильгельма. 23 декабря свергнутый Яков II покинул Англию, за ним в ссылку последовал и Дамбартон. 5 января 1689 года полк получил приказ от Вильгельма III покинуть Оксфорд и разойтись по гарнизонам Саффолка, а позже командиром Королевских шотландцев был назначен герцог Фридрих фон Шомберг. Однако пока опальные командиры, лояльные Якову II, дожидались в Ипсвиче транспорта, который перевёз бы всех не присягнувших Вильгельму во Фландрию, 15 марта 1689 года вспыхнул бунт среди солдат, которым не платили жалование и которые были возмущены фактом, что ими командовал иностранец. Ситуацию разрешил Вильгельм III, направивший своевременно людей для усмирения бунтовщиков: были арестованы около 500 солдат и 20 офицеров, однако король был поражён их фанатичной преданностью своему предшественнику на троне. К бунтовщикам проявили снисходительность, и те согласились перебраться во Фландрию.
10 июня 1689 года 1-й батальон полка под командованием подполковника сэра Роберта Дугласа присоединился к войскам Аугсбургской лиги под Тирлемоном. Батальон участвовал в битве при Валькуре 25 августа, а позже к нему присоединился и 2-й батальон. 1 июля 1690 года, когда Шомберг погиб в сражении на реке Бойн в Ирландии, Дуглас стал командиром всего полка. В 1692 году во время одного из патрулей Дуглас попал в плен к французам под Монсом, но был выпущен 29 июня. 23 июля Вильгельм выдвинул все свои силы против французских войск, а 3 августа крупные силы англичан, голландцев и их союзников сошлись в битве при Стенкерке, где сражались оба батальона Королевских шотландцев: в том сражении погиб сэр Роберт, а четвёртая линия французских войск, усиленная швейцарской гвардией, нанесла существенные потери двенадцати английским батальонам. Впрочем, фактически сражение не принесло дивидендов французам, за которыми осталось поле боя, поскольку отступивший вовремя Вильгельм вернулся много позже с подкреплениями. Командование полком принял Джордж Дуглас-Гамильтон, будущий граф Оркни: полк перезимовал в Брюгге. 19 июля 1693 года полк участвовал в сражении у Ландена: несмотря на усилия шотландцев, они не могли предотвратить общее поражение английских сил, смятых четырьмя французскими бригадами. Подкрепления из Англии в 1694 году полк не получал, а следующей весной уже осаждал Намур в составе объединённых сил Аугсбургской лиги, штурмуя с 6 по 8 июля Буж (к северо-востоку от Намура). В 1697 году Рейсвейкский мирный договор положил конец войне, и 10 сентября полк вернулся в Англию: роты сократили до 42 человек каждая, «сокращённых» отправили в Шотландию, а сам полк отправился нести службу в Ирландию. Из истории полка в 1698 году запомнился также сюжет в виде дуэли между полковником Сеймуром и капитаном Синклером, в ходе которой последний был ранен.

### Война за испанское наследство
Смерть испанского короля Карла II обострила в который раз политическую обстановку в Европе, что привело к началу войны за испанское наследство. Из шотландских полков именно полк Королевских шотландцев оказался единственным, который участвовал в этой войне. В составе армии герцога Мальборо полк участвовал в ряде сражений 1702 года, способствовавших падению осаждённого голландцами Кайзерсверта. В частности, этим полком были сформированы силы прикрытия во время осады Венло, а один батальон штурмовал Стивенсуорт под командованием полковника графа Оркни; сам полк перезимовал в Бреде. Весной 1703 года полк был переброшен в Маастрихт, в том же году освобождал Уй и Лимбург. В 1704 году полк участвовал в ряде сражений в Европе: 2 июля войска Мальборо начали штурм позиций баварцев при Шелленберге, из 16 участвовавших в бою батальонов пять принадлежали британцам, и двое из этих были батальонами Королевского полка. В ходе боя королевские шотландцы потеряли около 200 убитыми, однако прибывшие на помощь Мальборо подкрепления позволили переломить ход битвы в пользу атакующих. После отступления баварско-французских сил 13 августа в 3 часа утра объединённые антифранцузские силы атаковали французов и баварцев при Бленхайме; к полудню подошли британские силы, в составе которых был один шотландский батальон. В ходе боя британцы безуспешно пытались занять Бленхайм, но после форсирования реки Небель их очередная атака оказалась решающей: французы и баварцы, понесшие большие потери, вынуждены были капитулировать, а шотландцы потеряли всего 42 офицера убитыми в двух стычках.
8 марта 1705 года полк после набора рекрутов из Шотландии вернулся в Европу. 1-й батальон летом 1705 года воевал в Маасе, осадив и взяв в июле Уй: 17 июля он участвовал в битве на реке Малая Гета, 21 июля в стычке у Дила с французами погиб капитан батальона, 29 июля батальон отличился в ходе последующего союзного наступления на позиции французов. 23 мая 1706 года оба батальона участвовали в битве при Рамильи: 2-й батальон находился на правом фланге в составе бригады Мередита. Правый фланг занял холм с видом на левый фланг и сковал основные французские силы, введя командующего французов Вильруа в заблуждение, а позже 1-й и 2-й батальоны в рукопашной схватке добили французов. В том же году полк Королевских шотландцев отличился при осадах Дендермонда, Остенда и Менина, а один батальон участвовал в осаде Эта, павшего 3 октября; зиму полк провёл в Генте. В 1707 году после принятия Акта об унии Англии и Шотландии, который привёл к образованию единого государства Великобритания, полку была дарована новая кокарда в виде королевской монограммы в кольце со знаком-крестом Святого Андрея внизу и королевской короной вверху. В том же году британские войска были разгромлены при Альмансе, вследствие чего 15 полкам (в том числе и Королевским шотландцам) было предписано отправить для пополнения разбитым полкам одного лейтенанта и одного энсина. В марте 1708 года в связи с тем, что Людовик XIV поддержал притязания Джеймса Старого Претендента на английский и шотландский престолы, 10 полков (в том числе шотландцы) были отозваны из Фландрии на случай возможного вторжения французов, однако французский экспедиционный корпус был отброшен в Дюнкерк, так и не высадившись на островах. 20 апреля полк вернулся в Остенд, откуда перебрался в Гент, а 22 мая снова отправился на передовую: к тому моменту союзники потеряли Гент и Брюгге из-за предательства городских властей, подкупленных французами.
5 июля 1708 года герцог Мальборо и принц Евгений Савойский выступили против французов: Мальборо расположился в Аше, готовясь наступать на Ауденарде, а французские войска маршала Вандома заняли Ало. 11 июля объединённые силы англичан, голландцев и австрийцев сошлись против французов в битве при Ауденарде, в ходе которой французские войска были разгромлены и лишь чудом не были полностью уничтожены. В дальнейшем британцы предприняли попытку осадить Лилль, но не добивались успехов из-за того, что французы постоянно нападали на караваны, перевозившие припасы осаждающим. 28 сентября в сражении при Вейнендейле были ликвидированы силы французов, мешавшие поставке припасов, что ускорило падение Лилля, сдавшегося в итоге 9 декабря: по данным историка Джона Фортескью, в этой битве участвовал минимум один батальон Королевских шотландцев, а один из бойцов полка графа Портмора (полка Её Величества) даже посвятил стихотворение битве при Вейнендейле, отметив в нём мужество Королевских шотландцев. 4 октября, согласно историческим хроникам, сержант Королевских шотландцев предпринял вылазку против французских сил при поддержке гренадерских частей, в ходе которой были захвачены пленные, а также пять орудий, 100 фунтов пороха, 2 тысячи ядер, 250 солдатских пайков и другие припасы. После отдыха полк продолжил участие в боях на следующий год: два батальона в составе сил Мальборо осаждали бельгийский город Турне, прекративший борьбу 29 июля, причём сама осада больше походила на окопную войну. В последующих боях за крепость Турне, длившихся до 3 сентября, он не участвовал, отправившись в составе группы войск лорда Оркни в сторону Монса. 11 сентября 1709 года полк принял участие в битве при Мальплаке, оба его батальона были в составе дивизии лорда Оркни: 1-й батальон в бригаде временного полковника Эндрю Гамильтона, 2-й батальон в бригаде временного подполковника Чарльза Кокбёрна. Сражение обернулось большими потерями с обеих сторон, хотя полк Королевских шотландцев понёс относительно небольшие потери. Позже Монс сдался.
В апреле 1710 года полк участвовал во взятии городов Бетюн и Эр, причём в последнем случае полк понёс колоссальные потери: многие умерли как непосредственно в бою, так и от ранений в госпиталях. Её Величество после обращения личного состава полка выделила по 30 фунтов каждому военнослужащему в качестве материальной помощи. 13 сентября 1711 года оба батальона участвовали во взятии Бушена, однако позже Мальборо сняли с поста командующего союзными войсками, что вызвало возмущение у личного состава всех британских полков. Весной 1712 года командование британцами принял герцог Ормонд: полк же 23 апреля 1713 года получил официальное наименование «Королевский пехотный полк, возглавляемый графом Оркни» (англ. Royal Regiment of Foot, commanded by the Earl of Orkney). С мая по июль 1712 года в полку продолжались волнения, вызванные намерениями Ормонда распустить войска, чтобы поскорее подписать мир. В знак протеста против подобных действий британцы покинули расположение объединённых союзных сил и ушли в Гент. После проведения переговоров 4 августа полк заступил на гарнизонную службу в Дюнкерк, где оставался до завершения переговоров и подписания Утрехтского мира. Спустя две недели после коронации Георга I полк покинул Ньивпорт и отправился в Великобританию.

### Война за австрийское наследство
С марта 1715 по 1742 год оба батальона полка преимущественно несли службу в Ирландии, где ещё было слишком много сторонников Джеймса Старого Претендента: служба сводилась к поддержанию общественного порядка. С 1722 года решением ирландского парламента каждому солдату назначили ежедневное жалование в размере 7 пенни во избежание дезертирства, однако многих проблем это не решило: в полк стали вербовать всё больше людей из низших классов (в том числе и уголовников), что выливалось в падение дисциплины, массовое дезертирство и жестокие наказания со стороны офицерского состава; более того, за незаконную вербовку солдат в 1727—1728 годах, вызванную угрозой войны с Испанией, семеро офицеров были признаны виновными и разжалованы в звании; недовольство жалованием росло. Стараниями Георга I материальное снабжение армии значительно улучшилось: в частности, вместо стальных шомполов для ружей были введены деревянные. В дальнейшем батальоны стали разделяться чаще и чаще: так, 2-й батальон принял участие в войне за ухо Дженкинса и вошёл в состав гарнизона Портобело, однако вирус жёлтой лихорадки погубил большую часть его личного состава, и в 1742 году батальон вернулся в Плимут. 1-й батальон с 1740 года нёс службу во Фландрии, участвуя в войне за австрийское наследство.
С 1740 года британские войска вели бои в Европе в составе коалиции, ведомой Австрией во главе с императрицей Марией Терезией (туда входили также Голландия и Ганновер) против объединённых сил Франции, Пруссии, Саксонии, Испании и Баварии. Британскими войсками в сражениях командовал граф Стэр. В 1742 году после выхода Пруссии из войны Стэр отправился в германские княжества убеждать вооружённые силы германских государств поддержать австрийскую коалицию, а в мае следующего года вместе с австрийцами соединился у Франкфурта. 1-й батальон Королевских шотландцев прибыл из Ирландии в Остенде только в июне, а в июле уже был у Майнца, вследствие чего в Деттингенском сражении не участвовал. В 1743 году по инициативе капитана Патрика Вуда, прослужившего 37 лет в полку, было принято решение о присвоении полкам порядковых номеров (полку Королевских шотландцев обязывались присвоить 1-й порядковый номер) и назначении цветов единого британского флага в качестве цветов знамени каждого полка — наносить личные гербы командиров на знамя запрещалось. Боевые действия почти не велись в 1744 году, вспыхнув снова через год: 11 мая 1745 года в битве при Фонтенуа против французских войск участвовал 1-й батальон шотландцев, шедший в первой линии с тремя батальонами гвардейцев и батальоном полка Королевских шотландских фузилёров (21-го пехотного). В ходе боя британцы и ганноверцы понесли огромные потери, пытаясь взять позиции французов: 1-й батальон потерял 286 человек убитыми. 8 июля этот же 1-й батальон с частями полка Ланкаширских фузилёров (20-го полка) и Хантингдонширского (31-го) пехотного полка отправился в сторону Гента, однако столкнулся с французами при Мелле, и в ходе сражения французы смяли британцев. Шотландцы приняли огонь на себя, чтобы позволить кавалерии выйти из окружения и добраться до Гента.
В то же время 2-й батальон подавлял Второе якобитское восстание: 28 июля 1745 года на западе Шотландии высадился молодой претендент Чарльз Эдуард Стюарт, поднявший хайлендцев на восстание против британской монархии. 2-й батальон покинул Дублин и прибыл в Англию в конце сентября, но в бой не вступал. Две роты 1-го батальона, образованные в 1744 году, на момент восстания находились в Перте и вместе с силами 6-го пехотного полка были переброшены на защиту фортов на линии от Лох-Лохи до Лох-Несс. Когда шотландцы покинули Форт-Огастас и отправились к Форт-Вильяму, то столкнулись с превосходящими силами Чарльза и были разбиты наголову: капитан Скотт попал в плен к мятежникам вместе с двумя офицерами и 80 солдатами, но позже Чарльз отпустил их. В помощь Чарльзу Эдуарду были отправлены шотландцы-якобиты, которые оккупировали Стерлинг и осадили его главный замок. Однако на помощь осаждённым пришёл 2-й батальон Королевских шотландцев, выступивший 27 января 1746 года в составе войск генерал-лейтенанта Генри Хоули из Эдинбурга в направлении Фолкирка: после внезапного нападения шотландцев в рядах британцев началась паника, но Королевские шотландцы сумели организованно отступить вместе с полком «Баффов». Впрочем, Хоули был возмущён отступлением и приговорил к повешению 32 человек, среди которых, однако, не было Королевских шотландцев. Также 2-й батальон принял участие в битве при Каллодене в 1746 году. После подавления восстания он вернулся в Ирландию.
В 1751 году полк был переименован в 1-й (Королевский) пехотный полк (англ. 1st (Royal) Regiment of Foot), став первым по старшинству в системе пехотных полков Великобритании. 2-й батальон отправился в 1757 году в Новую Шотландию, где принял участие в Семилетней войне. Полк отличился при осаде Луисбурга в 1758 году, захвате Гваделупы в 1762 году и Гаваны в 1763 году, вернувшись в Великобританию в 1764 году. Оба батальона несли гарнизонную службу в Средиземноморье: 1-й батальон нёс службу в Гибралтаре в 1768—1775, 2-й — на Минорке в 1771—1775 годах. В 1781 году 1-й батальон прибыл в Вест-Индию и принял участие в захвате Синт-Эстатиуса. В январе 1782 года личный состав батальона попал в плен после захвата французами Сент-Киттса, но в том же году пленники были освобождены.

### Войны против Наполеоновской Франции
1-й батальон в 1790 году вернулся в Вест-Индию в состав гарнизона и прослужил там до 1797 года, участвуя в некоторых боях Гаитянской революции. В Вест-Индии больше половины солдат батальона погибли не в бою, а от различных эпидемий. В 1798 году батальон из ирландских добровольцев был преобразован после того, как в тот год в Ирландии грянуло восстание. Лотианские бойцы (англ. The Lothian Fencibles), как прозвали полк, приняли участие в бою против повстанцев на холме Винегар-Хилл, ключевом сражении восстания. Позже у полка по этому поводу появилась песня:

Вы, Уэксфордские кроппи, я б советовал вам поумнеть
И не связываться с Мидлотианскими парнями.
Мидлотианские парни клянутся и заявляют,
Что отрежут тебе башку, как и твои волосы,
Дерри-дын-дын!
Помните, как при Россе и на Винегар-Хилле
Ваши бошки летели, как мякина на мельнице?
Если Мидлотианские парни завидят кроппи,
То вырвут ему гляделки и разрубят его натрое,
Дерри-дын-дын!
Оригинальный текст (англ.)
Ye croppies of Wexford, I'd have ye be wise
and go not to meddle with Mid-Lothian Boys
For the Mid-Lothian Boys they vow and declare
They'll crop off your head as well as your hair
derry, down, down.
Remember at Ross and at Vinegar Hill
How your heads flew about like chaff in a mill
For the Mid-Lothian Boys when a croppy they see
they blow out his daylights and tip him cut three
derry, down, down.

После подавления восстания в Ирландии солдаты 1-го батальона участвовали в небольших экспедициях на испанское побережье в 1800 году. 2-й батальон в 1793—1801 годах нёс службу в Средиземном море, участвуя в осаде Тулона в 1793 году и в захвате Корсики в 1794 году, а также сражаясь во время англо-русской голландской экспедиции при Алкмаре. Во время Египетского похода Наполеона полк участвовал в боях при Абукире и при Александрии.
Оба батальона несли службу в Вест-Индии: 1-й в 1801—1812 годах, 2-й в 1803—1806 годах. 1-й батальон занял остров Сент-Томас в 1801 году, сражался при Сент-Люсии, за Демерара и Эссекибо в 1803 году, а также за Гваделупу в 1810 году. 2-й батальон нёс службу в Индии до 1826 года, а 1-й в связи с началом войны 1812 года отправился в Квебек. 1-й батальон отличился в боях за Сакетс-Харбор, Баффало и Блэк-Рок, а также при захвате Форт-Ниагары в 1813 году; в битвах при Лонгвудсе, при Чиппеве, при Ландис-Лейне, при осаде Форт-Эри и сражении за Кукс-Миллс в 1814 году. С февраля 1812 года было утверждено официальное название полка 1-й пехотный полк (Королевских шотландцев) (англ. 1st Regiment of Foot (Royal Scots)).
В конце 1804 года появились два новых батальона в Гамильтоне — 3-й и 4-й. 3-й батальон участвовал в Пиренейских войнах против Наполеоновской Франции в 1808—1809 годах и сражался за Корунью в 1809 году, прежде чем отправиться в Вальхерен в составе 1-й дивизии. В 1810 году батальон вернулся в Португалию в составе 5-й дивизии и принял участие в боях при Бусаку в 1810 году, при Фуэнтес-де-Оньоро в 1811 году, при Бадахосе, при Саламанке и при Бургосе в 1812 году, при Витории, при Сан-Себастьяне, на Нивеле и на Ниве в 1813 году. В 1814 году батальон вступил на территорию Франции, а во время Ста дней Наполеона в составе 5-й дивизии Пиктона сражался при Ватерлоо. Через два года после несения оккупационной службы батальон был распущен в Кентербери в 1817 году.
4-й батальон отправился в Балтийское море в 1813 году, участвуя в боях за Штральзунд, а в 1814 году попал в Нидерландах в плен и только позже был освобождён. Затем он отправился в Канаду для сдерживания натиска американских войск, а в 1816 году вернулся в Англию, в Дувр и был расформирован.

### Прочие войны XIX века
1-й батальон располагался в Ирландии в 1816—1825 годах, после чего до 1835 года нёс службу в Вест-Индии. 2-й батальон участвовал в третьей англо-маратхской войне, сражаясь при Нагпуре в 1817 году и при Махидпуре в 1818 году, а также воевал в первой англо-бирманской войне в 1824—1826 годах. Нёс службу в Шотландии в 1830 году и в Канаде в 1836 году, подавляя восстание франкоканадцев: полк под командованием Чарльза Гора вынужден был отступить после сражения при Сен-Дени, поскольку полк испытывал острую нехватку припасов и недооценивал противника. В 1843 году был предпринят переход в Вест-Индию, в ходе которого половина кораблей с личным составом полка села на мель или потерпела крушение. Полк вернулся в Шотландию в 1846 году. В Крымской войне участвовали оба батальона, осаждая Севастополь: 1-й сражался на Альме и под Инкерманом в 1854 году. На той войне рядовой Джозеф Проссер стал первым солдатом полка, награждённым Крестом Виктории. После Крымской войны 1-й батальон отправился на Цейлон в 1857 году, а затем нёс службу в Индии до 1870 года. 2-й батальон, базировавшийся в Гонконге, во время Второй опиумной войны взял форты Дагу в 1858 году, вступил в Пекин в 1860 году, а через год вернулся домой.
Полк не был затронут ни реформами Колдуэлла в 1870-е годы (с 1873 года он базировался в казармах Гленкорс), ни реформами Чайлдерса в 1881 году: поскольку в его составе уже было два батальона, объединяться с другим полком не имело смысла. Однако позже, поскольку полк был привязан к Эдинбургской территории, его переименовали в Королевских шотландцев (Лотианский полк) и включили в его состав 3-й батальон ополчения (Эдинбургский лёгкий пехотный) и семь добровольческих батальонов: 1-й батальон Её Величества Эдинбургской стрелковой бригады, 2-й Эдинбургский стрелковый добровольческий, 1-й Мидлотианский (Литский) стрелковый добровольческий корпус, 2-й Мидлотианский (Мидлотиана и Пиблза) стрелковый добровольческий, 1-й Бервикширский стрелковый добровольческий, 1-й Хаддингтонширский стрелковый добровольческий и 1-й Линлитгоуширский стрелковый добровольческий. В 1887 году были реорганизованы полковые округа, и бервикширцы отныне подчинялись Собственному Его Величества шотландскому пограничному полку, а в 1888 году после преобразования добровольческих батальонов их оказалось уже восемь: 1-й, 2-й, 3-й (Её Величества добровольческая стрелковая бригада), 4-й, 5-й, 6-й, 7-й, и 8-й.
В 1881 году 1-й батальон нёс службу в Вест-Индии, в 1884 году он прибыл в Южную Африку, где участвовал в боях в Бечуаналенде и оставался там до 1891 года. 2-й батальон отправился в Индию после возвращения 1-го в Великобританию, однако после начала второй англо-бурской войны 1-й снова отправился в Южную Африку, отплыв в конце 1899 года и прослужив там до 1903 года. С 1900 по 1902 годы там же участвовал и 3-й батальон — впервые нерегулярная часть полка приняла участие в боевых действиях. По большому счёту батальоны занимались патрулированием в мобильных колоннах, в крупных сражениях не участвовали.. 2-й батальон нёс службу в Индии в 1891—1909 годах, базируясь в Пуне до 1902 года и затем в Кампти.
В 1908 году после реорганизации добровольческих батальонов в Территориальные силы и ополчения в Особый резерв в составе полка оказались 3-й резервный батальон и семь территориальных: 4-й и 5-й Её Величества Эдинбургские стрелковые (Форрест-Хилл, Эдинбург), 6-й (Гилмор-Плейс, Эдинбург), 7-й (Далмени-Стрит, Лит), 8-й (Нангейт, Хаддингтон), 9-й хайлендерский (Ист-Клармонт-Срит, Эдинбург) и 10-й велосипедный (Хай-Стрит, Линлитгоу). В 1909 году 1-й отправился в Индию, а 2-й вернулся в Великобританию, оба так несли службу до 1914 года.

### Первая мировая война
На момент начала Первой мировой войны 1-й батальон был в Индии и вернулся в Великобританию в ноябре 1914 года, а 2-й немедленно отправился во Францию в составе Британских экспедиционных сил и прибыл 14 августа на континент, а в бои вступил 23 августа. Были мобилизованы 3-й батальон Особого резерва в Уэймауте и семь батальонов Территориальных сил, для которых (за исключением 6-го) подготовили ещё по одному батальону второй линии. Ещё семь батальонов армии Китченера («Новой армии»), в том числе два «батальона друзей», были сформированы в 1914 году: 11-й, 12-й, 13-й, 14-й резервный, 15-й (1-й Эдинбургский) и 16-й (2-й Эдинбургский). Последние два были известны как батальон Крэнстона и батальон Маккрэя соответственно, а 14-й позже был переименован в 54-й учебный. К концу 1914 года полк насчитывал в своём составе 24 батальона, а в 1915 году были образованы ещё шесть территориальных батальонов и три батальона армии Китченера (в том числе один из «бантамов»). К территориальным относились 2/6-й батальон (второй линии) и пять батальонов третьей линии — 3/4-й, 3/5-й, 3/6-й, 3/7-й и 3/9-й. В «Новую армию» были включены 17-й батальон (батальон «Бантамы Розбери»), 18-й резервный батальон (позже 77-й учебный резервный) и 1-й гарнизонный батальоны. В 1916 году после объединения батальонов появились 4-й резервный и 5/6-й служебный батальоны, а в 1917 году был образован 19-й батальон трудовой службы (позже разделён на 1-ю и 2-ю роты 10-й трудовой группы Трудового корпуса).
Всего в рядах Королевских шотландцев было создано 35 пехотных батальонов, в которых отслужило за всю войну более 100 тысяч человек. 15 батальонов несли службу на фронте, в боях погибли 11 тысяч солдат, когда-либо служивших в полку за время войны, и более 40 тысяч были ранены. Шесть человек награждены Крестами Виктории: рядовые Генри Хоуи Робсон и Хью Макайвер из 2-го батальона, лейтенант Дэвид Стюарт Макгрегор из 6-го батальона (при Пулемётном корпусе), капрал Роланд Эдвард Элкок из 11-го батальона, капитан Генри Рейнольдс из 12-го батальона и рядовой Роберт Дансайр из 13-го батальона. Иногда называется и седьмой кавалер Креста Виктории — лэнс-капрал Уильям Энгус из Лёгкого пехотного полка горцев, который служил в 8-м батальоне Королевских шотландцев.
1-й батальон, на момент начала войны находившийся в индийском Аллахабаде, был включён в состав 27-й пехотной дивизии, укомплектованной гарнизонными частями, и прибыл во Францию в декабре 1914 года, отличившись в боях при Сент-Элуа и при Ипре в 1915 году. В ноябре 1915 года после расформирования дивизии прибыл в Салоники, где участвовал в боях на Салоникском фронте. В декабре 1918 года батальон в составе сил военной интервенции отправился в Грузию, где нёс гарнизонную службу в оккупированном Тифлисе, а в мае 1919 года его личный состав вернулся в Эдинбург. 2-й батальон отправился в составе 3-й пехотной дивизии во Францию, участвовал в битве при Монсе и почти во всех крупных сражениях Первой мировой войны Западного фронта, прежде чем вернуться в Шотландию в 1919 году.
1/4-й батальон Её Величества Эдинбургских стрелков и 1/7-й батальон были образованы в августе 1914 года в Эдинбурге и включены в состав 52-й Лоулендской дивизии. В разгар мобилизации дивизии 1/7-й батальон попал в железнодорожную аварию: в результате столкновения военного поезда с местным гражданским поездом погибли 226 человек (в том числе 210 военнослужащих) и были ранены 246 человек (в том числе 224 военнослужащих). Оба батальона участвовал в сражении за Галлиполи в 1915 году, с 1916 года несли службу в Египте и участвовали в Синайско-Палестинской кампании. В апреле 1918 года во Франции участвовали во второй битве на Сомме и несли службу во Франции до конца войны. В марте 1919 года сокращены, вернулись домой и были расформированы в мае 1919 года.
1/5-й батальон Её Величества Эдинбургских стрелков был образован в августе 1914 года в Эдинбурге и включён в состав 29-й пехотной дивизии. В батальон служил эдинбургский портретист и пейзажист Уолтер Балмер Хислоп, который стал автором Рождественской открытки в преддверии 1915 года. Батальон участвовал в Галлиполийской кампании, а затем через Египет прибыл во Францию и сражался в первый день битвы на Сомме. Примерно в то же время был образован 1/6-й батальон Королевских шотландцев, который был отправлен в 1915 году в Египет, а затем точно так же отправился на французскую Сомму. В июле 1916 года батальоны объединены в единый 5/6-й батальон, который после войны до января 1919 года нёс службу в Бельгии. Затем он был переведён в Германию, сокращён в размере в октябре 1919 года и возвращён домой, где и был расформирован.
1/8-й батальон был образован в августе 1914 года в Хаддингтоне и включён в состав 7-й пехотной дивизии. Прибыл во Францию в ноябре, став первым шотландским территориальным отрядом, прибывшим во Францию. Боевое крещение принял в битве при Нев-Шапель. После второй битвы при Ипре в августе 1915 года переведён в состав 51-й Хайлендской пехотной дивизии и преобразован в сапёрный батальон, расформирован в Хаддингтоне в марте 1919 года. 1/9-й батальон образован в августе 1914 года в Эдинбурге и включён в состав 27-й пехотной дивизии. Прибыл во Францию в феврале 1915 года, в ноябре после отправки дивизии на Салоникский фронт перешёл в состав 5-й пехотной дивизии и затем в резерв 3-й британской армии. С марта 1916 года в составе 51-й Хайлендской пехотной дивизии воевал в течение двух лет, затем служил в составе 61-й (2-й Южно-Мидлендской) пехотной дивизии и 15-й Шотландской пехотной дивизии в 1918 году.
11-й, 12-й и 13-й батальоны были образованы в августе 1914 года в Эдинбурге: 11-й и 12-й были направлены в 9-ю Шотландскую пехотную дивизию, 13-й — в 15-ю Шотландскую пехотную дивизию. Они прибыли во Францию в середине 1915 года и приняли участие в битве при Лосе, в ходе которой 11-й батальон был почти полностью уничтожен: при штурме окопов он попал под плотный перекрёстный огонь немцев, а в бою был убит командующий офицер. Батальоны продолжили службу на Западном фронте до конца войны: 11-й и 12-й после перемирия продолжили службу на территории Германии, 12-й был сокращён в размерах в апреле 1919 года и расформирован в июне того же года в Великобритании, а 11-й — в ноябре 1919 года в Кёльне. 13-й батальон был сокращён в марте 1919 года после службы в Бельгии и расформирован в Великобритании в июне.
15-й батальон был образован в сентябре 1914 года, 16-й батальон Маккрэя — в декабре 1914 года, 17-й — в феврале 1915 года (все в Эдинбурге). 15-й и 16-й несли службу в составе 34-й пехотной дивизии, 17-й — в 35-й. В начале 1916 года они прибыли во Францию и приняли участие в «первом дне на Сомме». В мае 1918 года 15-й и 16-й были сокращены и распущены в августе, а 17-й продолжил службу в Бельгии после перемирия, выполняя обязанности внутренних войск во Франции и Бельгии в начале 1919 года; сокращён в апреле и расформирован чуть позже.
2/10-й батальон формировался как батальон велосипедной мобильной пехоты, но никогда эти обязанности не выполнял, став только вторым батальоном 2-й линии, служившим на континенте. В августе 1918 года он в рамках иностранной военной интервенции в Россию высадился в Архангельске и участвовал в интервенции Антанты и войне против красноармейцев. В июне 1919 года батальон вернулся в Шотландию и был расформирован. Иные батальоны продолжили службу в Великобритании и в бои не вступали, однако шесть батальонов (3-й, 2/4-й, 2/7-й, 2/8-й, 2/9-й и 1/10-й) находились в полной боевой готовности во время войны за независимость Ирландии, осуществляя вооружённое патрулирование. Также 14-й резервный батальон нёс службу в оккупированной Германии, а 4-й резервный батальон в феврале 1919 года разгонял беспорядки в Глазго.

### Межвоенные годы
После Компьенского перемирия полк значительно был сокращён в размерах: в 1919 году был расформирован 3-й батальон и все территориальные, кроме 2/10-го, который был расформирован в феврале 1920 года. В сентябре 1919 года 1-й батальон продолжил службу в колониях, отправившись в гарнизон Рангуна, а в августе 1920 года 2-й батальон отправился в мятежную Ирландию, где бушевала Англо-ирландская война, и служил там до января 1922 года. После образования Территориальной армии в 1920 году все семь территориальных батальонов полка были восстановлены. В начале 1921 года полк получил формальное название Королевские шотландцы (Королевский полк) (англ. The Royal Scots (The Royal Regiment)), куда вошли два регулярных батальона, батальон Вспомогательного резерва (ополчения) и четыре батальона Территориальной армии (4-й, 5-й, 7-й и 9-й), которые участвовали в подавлении беспорядков, вызванных забастовкой рабочих угледобывающей промышленности в 1921 году.
В январе 1922 года после сокращения расходов на военный бюджет все территориальные батальоны были объединены в два — ими стали 4/5-й Её Величества Эдинбургский стрелковый и 7/9-й горцев (Хайлендерский). Не участвовавшие в объединении три батальона были преобразованы во вспомогательные части: 6-й и 8-й батальоны стали батареями 57-й Лоулендской средней артиллерийской бригады, входившей в Королевскую гарнизонную артиллерию, а 10-й велосипедный батальон стал 1-й Линлитгоуской лёгкой мостостроительной ротой Корпуса королевских инженеров и затем ротой A 4/5-го батальона. Последний в 1938 году стал частью Корпуса королевских инженеров и был преобразован в подразделение ПВО как 4/5-й батальон полка Королевских шотландцев (52-й прожекторный полк). С августа 1940 года числился как 52-й Её Величества Эдинбургский и Королевских шотландцев прожекторный полк Королевского полка артиллерии.
1-й батальон перебрался из Рангуна в Секундерабад в 1922 году, в Аден в 1925 году и вернулся в Глазго в 1926 году в казармы Мэрихилл, неся службу во время Всеобщей стачки 1926 года. Согласно системе Кардуэлла, один батальон нёс службу в метрополии, другой — в доминионах и колониях. Таким образом, в январе 1926 года 2-й батальон отправился служить в Египет, в 1928 году — в Китай, в 1930 году — в Кветту, в 1934 году — в Лахор, в январе 1938 года — в Гонконг. 1-й батальон подавлял арабское восстание в Палестине, находясь там до января 1939 года, когда был включён в состав 4-й пехотной бригады 2-й пехотной дивизии. По некоторым источникам, 1-й батальон кратковременно стал пулемётным на тот период.
Процесс перевооружения, запущенный в конце 1930-х годов, значительно изменил территориальный компонент батальона: один из них, 4/5-й батальон и личный состав 10-го велосипедного батальона были объединены в 14-й лёгкий полк ПВО в составе Королевского полка артиллерии; другой, 7/9-й батальон, со 2 августа 1939 года стал дублем для 8-го Лотианского и Пиблширского батальона.

### Вторая мировая война
3 сентября 1939 года Великобритания вступила во Вторую мировую войну. На момент начала войны 1-й батальон был в Олдершоте в составе 4-й пехотной бригады наравне с 1-м батальоном Пограничного полка и 2-м батальоном Королевского Норфолкского полка 2-й пехотной дивизии. После мобилизации батальон отправился в составе Британских экспедиционных сил, разместившись в сентябре в Леселе, а в мае 1940 года перебазировался в Бельгию во время битвы за Францию. Сдержать натиск вермахта и войск СС британцы не смогли и отступили: 1-й батальон Королевских шотландцев 25 мая занял позиции у Ле-Парадиз около Бетуна, чтобы прикрыть эвакуацию войск из Франции. 27 мая после многочисленных атак 3-й танковой дивизии СС «Тотенкопф» батальон сложил оружие и сдался, однако его постигла печальная судьба, как и 2-й батальон Королевского Норфолкского полка, почти 100 человек которого попали в немецкий плен и тут же были расстреляны без суда и следствия: в 2007 году раскопки в Ле-Парадиз подтвердили, что эсэсовцами были схвачены и расстреляны не менее 21 солдата полка Королевских шотландцев. Те, кто избежал этой участи и успел эвакуироваться, собрались в июне в Брэдфорде и следующие два года несли охранную службу, готовясь отразить возможное вторжение немцев на Британские острова. 1-й батальон вместе со всей 2-й дивизией в апреле 1942 года отправился в Британскую Индию, где обучался ведению боя в джунглях.
Два подразделения Территориальной армии, 7/9-й и 8-й батальоны были мобилизованы в сентябре 1939 года в Шотландии. 7/9-й прибыл во Францию в составе 155-й Южно-Шотландской пехотной бригады вместе с 4-м и 5-м батальонами полка Личных Его Величества шотландских пограничников 52-й Лоулендской пехотной дивизии ещё до того, как французами была подписана капитуляция, однако достаточно быстро покинул страну. 12-й батальон был образован в июне 1940 года изначально как 50-й сдерживающий батальон, куда привлекались непригодные к воинской службе, бездомные или учащиеся, переименован в 12-й в октябре 1940 года. В конце 1939 года для оборонных нужд были сформированы 10-й и 11-й батальоны Домашней службы, которые состояли из непригодных к воинской службе людей, из ранее служивших солдат, из стариков и молодых. 11-й батальон был расформирован в 1940 году, а 10-й в 1941 году был переименован в 30-й и расформирован в 1943 году.
В 1941 году батальоны в Европе в бой не вступали, однако в Азии напряжённость росла. 2-й батальон из Гонконгского гарнизона вынужден был приступить к укреплению своих позиций, и страхи командования батальона оказались небеспочвенными: после нападения на Перл-Харбор, случившегося утром 7 декабря 1941 года, на следующий же день японцы осадили Гонконг. Гарнизон капитулировал 25 декабря, и 12-й батальон был расформирован; в мае 1942 года он был воссоздан уже как 2-й батальон. В апреле 1942 года в Бомбей был передислоцирован 1-й батальон, а в декабре он уже перешёл в Читтагонг, где влился в состав 2-й пехотной дивизии. Участвовал в Бирманской кампании, с марта по май 1943 года вёл бои за Аракан, а позже отступил в Индию. Участвовал в Кохимской битве в 1944 году и в Мейктилско-Мандалайской операции в 1945 году. В апреле 1945 года он вернулся в Индию, а в декабре, уже после завершения войны, оказался в Сингапуре.
В апреле 1943 года 2-й батальон прибыл в Гибралтар, а оттуда в июле 1944 года попал в Италию, где участвовал в боях против немецких войск: в частности, в Анцио-Неттунской операции и в боях на Готской линии. Батальон тогда числился в 66-й пехотной бригаде 1-й пехотной дивизии; там же несли службу 1-й батальон Хартфордширского полка и 11-й батальон полка Ланкаширских фузилёров. В январе 1945 года 2-й батальон, как и вся 1-я пехотная дивизия, был переброшен в Палестину, где нёс охранную службу в октябре — ноябре, а затем в декабре был переброшен к Суэцкому каналу.
7/9-й батальон в составе 155-й пехотной бригады и 52-й Лоулендской пехотной дивизии обучался ведению боя в горных и высотных условиях, а также десантным операциям, однако в этих ипостасях задействован не был. В октябре 1944 года участвовал в битве на Шельде в составе 1-й Канадской армии в Нидерландах, позже участвовал в операции «Блэккок» и продвижении войск к Рейну. Пересёк Рейн в марте 1945 года, конец войны встретил в Бремене.
2 августа 1939 года был образован 8-й батальон полка Королевских шотландцев как батальон 2-й линии, резервный батальон для 7/9-го батальона. Числился в составе 44-й Лоулендской пехотной бригады 15-й Шотландской пехотной дивизии вместе с 6-м батальоном полка Королевских шотландских фузилёров и 6-м батальоном Личных Его Величества шотландских пограничников. Участвовал в высадке в Нормандии, в битве за Кан (операция «Эпсом»), второй битве за Одон, операции «Блюкот», прорыве линии Зигфрида. В сентябре 1944 года вступил в Бельгию, в марте 1945 года в ходе Рейнской операции форсировал Рейн, окончание войны встретил в Гамбурге.

### Послевоенные годы
В феврале 1949 года был расформирован 2-й батальон, и в составе полка впервые с XVII века остался единственный батальон. 7/9-й и 8-й батальоны были воссозданы в Территориальной армии в 1947 году, а в 1961 году объединены в единый 8/9-й батальон. В 1967 году батальон расформирован и разделён на роту A (Королевских шотландцев) 52-го Лоулендского добровольческого батальона и роту A (8/9-го батальона Королевских шотландцев) Территориального батальона королевских шотландцев и камеронцев. В 1971 году обе роты были в батальонах 52-й Лоулендской добровольческой бригады; хотя название полка сохранилось в имени батальона, части полка уже не были в Территориальной армии. 1-й батальон участвовал в Корейской войне в 1953 году в составе 29-й пехотной бригады, после окончания войны нёс службу в Египте и на Кипре (июнь 1955 — февраль 1956). Два года служил в Англии, два года в Берлине, год в Шотландии, два года в Ливии и ещё 4 года в Англии. В 1964 году направлен в Аден, затем вернулся в Англию и ещё три года служил в Германии в составе Группы британских войск на Рейне.
В 1970—1974 годах батальон находился в Великобритании в составе ОВС НАТО в Европе: батальон два раза отправлялся на 4 месяца в Сверную Ирландию. В начале 1974 года батальон находился на Кипре в момент турецкого вторжения на Кипр, а после высадки турецких войск британцы начали срочную эвакуацию своих солдат и их семей: во время эвакуации волынщик Малком Холлидей играл мелодию у дороги, благодаря чему и прославился как «Кипрский волынщик» (англ. The piper of Cyprus). Весь полк был приведён в боевую готовность, приняв участие в защите базы Акротири и местечка Эпископи. В 1975 году батальон неожиданно вернулся в Киркньютон (под Эдинбургом) и затем отправился служить в Северную Ирландию: три солдата батальона погибли во время патрулирования, когда их машина наехала на самодельное взрывное устройство и взлетела на воздух. В середине 1976 года отправился в Мюнстер как Батальон ядерного конвоя (англ. Nucleat Convoy Battalion) с целью охраны 8-го полка Королевского транспортного корпуса; он был оснащён автомобилями типа Landrover, которые обычно механизированным батальонам не доставлялись. Рота C по возвращении в Шотландию была преобразована в батальон C, занявшись ведением хозяйства и матчастью для Королевского эдинбургского парада военных оркестров. В 1980 году батальон нёс службу в Северной Ирландии на протяжении двух месяцев, через год в составе 39-й пехотной бригады уже был направлен на двухлетнюю службу. В 1983 году вернулся в Киркньютон на два года, затем отправился на четыре месяца на Фолклендские острова. В 1985 году вернулся в Германию, в 1990 году участвовал в операции «Буря в пустыне». В 1994 году в батальон была включена рота гуркхов, которые позже были переведены в состав полка горцев (сифортских, гордонских и камеронских). Один год батальон отслужил в Северной Ирландии, а затем в сентябре 2002 года направился в Боснию в составе контингента SFOR на полгода. В ноябре 2003 года отправился в Ирак в рамках операции «Телик», где прослужил ещё полгода. В Ирак снова вернулся в январе 2006 года.

### Расформирование
До 2004 года полк Королевских шотландцев был одним из пяти полков линейной пехоты, не объединявшихся с какими-либо полками — помимо Королевских шотландцев, таковыми были Зелёные ховардцы, Чеширский полк, Королевские уэльские фузилёры и Личные Его Величества шотландские пограничники. 28 марта 2006 года пять шотландских полков были объединёны в Королевский полк Шотландии, и изначально Королевские шотландцы и Шотландские пограничники оставались отдельными батальонами. Однако вскоре Министерство обороны Великобритании решило объединить оба батальона, что было не новым: ещё в 1990 году в программе реформы британских войск «Варианты изменения» была инициатива об объединении Королевских шотландцев и Личных Его Величества шотландских пограничников в единый батальон Королевских шотландских пограничников. 1 августа 2006 года состоялось объединение в единый батальон под названием 1-й батальон Королевских шотландских пограничников Королевского полка Шотландии (англ. Royal Scots Borderers, 1st Battalion Royal Regiment of Scotland). Правопреемником полка Королевских шотландцев является рота A (Королевских шотландских пограничников) 6-го батальона Королевского полка Шотландии — ранее стрелковая рота 52-го Лоулендского добровольческого полка, ставшего 6-м батальоном.

## Полковой музей
Полковым музеем является Музей Королевских шотландцев и Королевского полка Шотландии, расположенный в Эдинбургском замке. Экспонатами музея являются диорамы, униформы, медали и ордена отличившихся солдат, оружие прошлых лет, барабаны, церемониальные регалии и столовые приборы. Выставка описывает жизнь и боевой путь полка и его правопреемников с 1633 года по наши дни.

## Дружественные подразделения
- Канадский шотландский полк принцессы Марии[англ.][82]
- Королевский Ньюфаундлендский полк[англ.][82]

## Воинские почести
По британским традициям, воинские почести присваиваются тем частям, которые проявили себя в различных боях, и представляют собой нанесение символического названия сражения на штандарт полка. Полку Королевских шотландцев присвоены следующие почести:
- Tangier 1680[англ.], Namur 1695, Blenheim, Ramillies, Oudenarde, Malplaquet, Louisburg, Havannah, Egmont-op-Zee, Egypt[123], St Lucia 1803, Corunna, Busaco, Salamanca, Vitoria, San Sebastian, Nive, Peninsula, Niagara, Waterloo, Nagpore, Maheidpoor[англ.], Ava, Alma, Inkerman, Sevastopol, Taku Forts, Pekin 1860, South Africa 1899—1902
- World War I (33 battalions): Mons, Le Cateau, Retreat from Mons, Marne 1914 '18, Aisne 1914, La Bassée 1914, Neuve Chapelle, Ypres 1915 '17 '18, Gravenstafel, St Julien, Frezenberg, Bellewaarde[англ.], Aubers[англ.], Festubert 1915[англ.], Loos, Somme 1916 '18, Albert 1916[англ.] '18, Bazentin[англ.], Pozières[англ.], Flers-Courcelette[англ.], Le Transloy[англ.], Ancre Heights[англ.], Ancre 1916[англ.] '18, Arras 1917 '18, Scarpe 1917 '18, Arleux[англ.], Pilckem[англ.], Langemarck 1917[англ.], Menin Road[англ.], Polygon Wood[англ.], Poelcappelle[англ.], Passchendaele, Cambrai 1917, St. Quentin, Rosières, Lys, Estaires, Messines 1918, Hazebrouck, Bailleul, Kemmel, Béthune, Soissonnais-Ourcq[англ.], Tardenois, Amiens, Bapaume 1918[англ.], Drocourt-Quéant[англ.], Hindenburg Line, Canal du Nord[англ.], St Quentin Canal, Beaurevoir, Courtrai[англ.], Selle[англ.], Sambre[англ.], France and Flanders 1914-18, Struma, Macedonia 1915-18, Helles, Landing at Helles, Krithia[англ.], Suvla, Scimitar Hill[англ.], Gallipoli 1915-16, Rumani, Egypt 1915–16[англ.], Gaza, El Mughar[англ.], Nebi Samwil[англ.], Jaffa, Palestine 1917-18, Archangel 1918-19
- World War II: Dyle, Defence of Escaut[англ.], St Omer-La Bassée, Odon, Cheux, Defence of Rauray[англ.], Caen, Esquay[англ.], Mont Pincon[англ.], Aart, Nederrijn, Best, Scheldt, Flushing, Meijel[англ.], Venlo Pocket[англ.], Roer[англ.], Rhineland[англ.], Reichswald, Cleve, Goch, Rhine, Uelzen, Bremen, Artlenberg, North-West Europe 1940 '44-45, Gothic Line, Marradi, Monte Gamberaldi, Italy 1944-45, South East Asia 1941, Donbaik[англ.], Kohima, Relief of Kohima, Aradura, Shwebo, Mandalay[англ.], Burma 1943-45
- Wadi Al Batin[англ.], Gulf 1991

## Командиры полка
Ниже приводится список командиров полка с 1633 по 2006 годы с указанием их воинских званий, достигнутых ими за время службы в британских войсках, а не на момент командования полком:
- Апрель 1633: полковник Джон Хепбёрн, погиб в июле 1636 года при осаде Саверна[124]
- Сентябрь 1636: полковник Джордж Хепбёрн, убит около Дамвиллерса в октябре 1637 года[125]
- Октябрь 1637: полковник лорд Джеймс Дуглас, умер в Дуэ в 1645 году[126]
- Ноябрь 1645: полковник Арчибальд Дуглас, граф Ангус, находился в Шотландии и занимался только подбором рекрутов[8]
- 21 октября 1655: генерал-лейтенант Джордж Дуглас, 1-й граф Дамбартон, после Славной революции отстранён от командования, умер во Франции в 1692 году[10]

Его Величества Королевский пехотный полк (1684)
- 31 декабря 1688: генерал Фридрих фон Шомберг, 1-й герцог фон Шомберг, командир лояльных Вильгельму III войск, убит в июле 1690 года в битве на реке Бойн[127]
- 5 марта 1691: полковник сэр Роберт Дуглас, 3-й баронет[англ.], с октября 1688 года подполковник по указу Якова II, подтверждён как командир в марте 1689 года Вильгельмом III; командовал полком во Фландрии, с марта 1691 года полковник (старшинство 31 декабря 1688 года). Погиб в битве при Стенкерке в августе 1692 года[43]
- 1 августа 1692: фельдмаршал Джордж Дуглас-Гамильтон, 1-й граф Оркни[128]
- 27 июня 1737: генерал Джеймс Сент-Клер[англ.][129][130]

1-й (Королевский) пехотный полк (1751)
- 17 декабря 1762: генерал-лейтенант сэр Генри Эрскин, 5-й баронет[англ.][131]
- 11 сентября 1765: фельдмаршал Джон Кэмпбелл, 5-й герцог Аргайл[131]
- 9 мая 1782: генерал лорд Адам Гордон[англ.][132]
- 27 августа 1801: фельдмаршал Эдуард, герцог Кентский и Стратернский[133]

1-й пехотный полк (Королевские шотландцы) (1812)
- 29 январь 1820: генерал Джордж Гордон, 5-й герцог Гордон[134]
- 12 декабря 1834: генерал Томас Грэм, 1-й барон Лайндок[135]
- 29 декабря 1843: генерал сэр Джордж Мюррэй[136]
- 7 августа 1846: генерал сэр Джеймс Кемпт[137]
- 12 декабря 1854: фельдмаршал сэр Эдвард Блейкини
- 3 августа 1868: генерал сэр Джордж Белл[англ.]
- 11 июля 1877: генерал Генри Фиппс Рэймонд (англ. Henry Phipps Raymond)

Королевские шотландцы (Лотианский полк) (1881)
- 10 декабря 1897: генерал-майор сэр Эдвард Эндрю Стюарт, 3-й баронет (англ. Edward Andrew Stuart, 3rd Baronet)
- 20 августа 1903: генерал-лейтенант Джордж Хэй Монкрифф (англ. George Hay Moncrieff)
- 16 октября 1918: генерал-лейтенант сэр Эдвард Альтэм (англ. Edward Altham)

Королевские шотландцы (Королевский полк) (1921)
- 26 марта 1935: генерал-майор Гранвилль Джордж Лок (англ. Granville George Loch)
- 22 июля 1940: полковник Джон Хью Маккензи (англ. John Hugh Mackenzie)
- 2 июля 1946: бригадир Норман Ричард Крокетт (англ. Norman Richard Crockatt)
- 1 января 1956: генерал-майор сэр Роэн Делакомб[англ.]
- 1 октября 1964: генерал-майор Уильям Тэйт Кэмпбелл (англ. William Tait Campbell)
- 1 января 1975: генерал-лейтенант сэр Дэвид Тод Янг[англ.]
- 31 августа 1980: генерал-лейтенант сэр Роберт Фрэнсис Ричардсон[англ.]
- 31 августа 1990: бригадир Чарльз Дэвид Макайвер Ричи (англ. Charles David MacIver Ritchie)[138]
- 20 октября 1995: генерал-майор Марк Джереми Страдуик[англ.][139]
- 25 июля 2005 — 28 марта 2006: бригадир Роберт Логан Скотт-Боуден (англ. Robert Logan Scott-Bowden)[140][141]

## Кавалеры государственных наград
Восемь солдат личного состава были удостоены Креста Виктории:
- Рядовой Джозеф Проссер[англ.] (Крымская война, 2-й батальон, 16 июня 1855)
- Рядовой Генри Хоуи Робсон[англ.] (Первая мировая война, 2-й батальон, 14 декабря 1914)
- Лэнс-капрал Уильям Энгус[англ.] (Первая мировая война, 8-й батальон, 12 июня 1915)
- Рядовой Роберт Дансайр (Первая мировая война, 13-й батальон, 26 сентября 1915)
- Капитан Генри Рейнольдс[англ.] (Первая мировая война, 12-й батальон, 20 сентября 1917)
- Рядовой Хью Макайвер (Первая мировая война, 2-й батальон, 23 августа 1918)
- Капрал Роланд Элкок (Первая мировая война, 11-й батальон, 15 октября 1918)
- Лейтенант Дэвид Стюарт Макгрегор[англ.] (Первая мировая война, 6-й батальон, 22 октября 1918 — посмертно)

Ещё один солдат, капитан 2-го батальона Дуглас Форд, был удостоен Креста Георга посмертно 18 марта 1946 года за участие в боевых действиях Второй мировой войны.

## Прозвища
Полк получил прозвище «Стража Понтия Пилата» в XVII веке, когда, по легенде, однажды поспорил с французским полком Пикарди, кто выдумает более нелепую небылицу о своих полках. Французы заявили, что якобы охраняли пещеру, где был погребён Иисус, вплоть до самого воскресения Христа. Королевские шотландцы в ответ на это сказали, что были стражей Понтия Пилата, который родился в Фортингалле. Легенда при этом не подтверждается какими-либо авторитетными источниками. 2-й батальон назывался саркастически «Первые, кто вступил на землю» (англ. The First to Foot It) во время Гонконгской обороны.

## Спорт
Полк имел свою футбольную команду «Роял Скотс», которая состояла из солдат 1-го батальона. Она была членом Футбольной лиги Северной Ирландии и играла в чемпионате сезона 1899/1900, на это время игроки размещались в казармах Виктории в Белфасте. Команда заняла 5-е место в сезоне с участием 6 клубов.

## Униформа
Первоначальная униформа Королевских шотландцев включала в себя красные мундиры с белой отделкой, белую перевязь с белой бахромой, светло-серые бриджи и светло-серые чулки. У гренадеров были гренадерки с белой каймой, а на них изображалась львиная пасть с короной. Красные мундиры с белой отделкой были униформой Королевских шотландцев вплоть до начала XVIII века, когда отделку заменили на синюю. На поясе и некоторых других частях униформы изображался шотландский чертополох как символ Шотландии и её покровителя Андрея Первозванного. До 1881 года красная униформа с синей отделкой оставалась официальной формой британских полков, пока не был введён «лоулендский» образец.
Униформа Королевских шотландцев с 1881 года состояла из алого дублета, тартановых клетчатых штанов и (с 1904 года) тёмно-синего берета Килмарнок с нарезанной лентой, красным помпоном и пером чёрного петуха. До 1939 года это была официальная униформа, хотя с 1914 года она уже была не такой распространённой. Образец униформы No. 1 стал официальным в последние годы для полка Королевских шотландцев — он состоял из тёмно-синего капота, полковых носков, тёмно-синего дублета и клетчатых штанов из тартана Хантинг Стюарт.

## Комментарии
1. ↑  Согласно Англо-русскому военному словарю 1987 года, также встречалось написание Королевский шотландский полк[1]